# Painless Love
Painless Love est un film muet américain réalisé par Charley Chase et sorti en 1918.

## Fiche technique
- Titre : Painless Love
- Réalisation : Charley Chase
- Production : Abe Stern, Julius Stern pour L-KO Kompany
- Distribution : Universal Film Manufacturing Company
- Genre : Comédie
- Dates de sortie :
  -  États-Unis : 23 octobre 1918

## Distribution
- Oliver Hardy : Dr. Hurts
- Billy Armstrong : son assistant
- Charles Inslee : le propriétaire
- Peggy Prevost : la directrice de la piscine